# Brodie Lee
Jonathan Huber (* 16. Dezember 1979 in Rochester, New York; † 26. Dezember 2020 in Jacksonville, Florida), besser bekannt unter den Ringnamen Luke Harper und Brodie Lee, war ein US-amerikanischer Wrestler. Sein größter Erfolg war der Erhalt des WWE Intercontinental Championship.

## Frühe Jahre
Huber besuchte die McQuaid Jesuit High School in Rochester und spielte vier Jahre lang Lacrosse. Außerdem spielte er Eishockey in unabhängigen Jugendligen.

## Wrestling-Karriere

### Anfänge
Nach seinen Anfängen als Backyard-Wrestler unter dem Ringnamen Huberboy #2 wurde Huber in Rochester von Kirby Marcos und Rik Matrix trainiert, später von Tony Mamaluke. Sein Debüt gab er für Roc City Wrestling. Ende 2003 wechselte er zu Rochester Pro Wrestling (RPW) und bekam den Ringnamen Brodie Lee. Sein Ringname setzte sich aus dem Namen des Schauspielers Jason Lee und seiner Rolle als Brodie Bruce aus dem Film Mallrats zusammen. Wie er später sagte, ließ er sich von Rick Rude, Jake Roberts und Big Show inspirieren. Während seiner Zeit bei Rochester Pro Wrestling, das sich später in NWA New York umbenannte, gewann er einmal die RPW/NWA Upstate Television Championship, einmal die RPW Tag Team Championship mit Freddie Midnight, einmal die NWA Upstate Kayfabe Dojo Championship sowie dreimal die NWA Upstate/NWA New York Heavyweight Championship.

### Independent-Ligen (2007–2012)
Am 24. März 2007 debütierte Huber als Brodie Lee für Promotion Chikara Pro Wrestling, als er ein Match gegen Equinox verlor. Ende 2007 bildete er gemeinsam mit  Eddie Kingston und Grizzly Redwood das Stable The Roughnecks. Das Stable zerbrach, nachdem bekannt wurde, dass Huber einen Entwicklungsvertrag bei World Wrestling Entertainment unterzeichnet hatte. Seinen letzten Auftritt bei Chikara hatte er am 25. März 2012.
Für Squared Circle Wrestling debütierte er am 20. August 2007, als er als neuer Partner von Colin Olsen vorgestellt wurde. Am 22. August 2010 besiegte er Jason Axe und erhielt somit zum ersten Mal die 2CW Heavyweight Championship. Den Titel verlor er am 19. November 2010 an Slyck Wagner Brown. Am 13. April 2012 gewann er ein Four-Way Match gegen Jay Freddie, Slyck Wagner Brown und Kevin Steen und holte sich zum zweiten Mal die 2CW Heavyweight Championship. Den Titel gab er aufgrund der Vertragsunterzeichnung mit der WWE kampflos ab.
Am 25. Oktober 2008 debütierte Huber bei Ring of Honor, als er dem Anführer des Stables  The Age of the Fall Jimmy Jacobs in einem Match gegen Austin Aries zur Hilfe eilte und sich so dem Stable anschloss. Sein letztes Match bei ROH bestritt er am 30. Mai 2009 gegen Delirious.
Am 28. März 2009 gab er sein Debüt für Jersey All Pro Wrestling und bildete mit Necro Butcher und Trevor Murdoch das Stable Hillbilly Wrecking Crew. Mit Necro Butcher gewann er am 1. August 2009 die JAPW Tag Team Championship. Am 23. Januar 2010 verloren sie die Titel an die Da Heavy Hitters. Am 22. Mai 2010 besiegte Huber Charlie Haas und erhielt die JAPW New Jersey State Championship. Am 20. November 2010 gewann er die JAPW Heavyweight Championship. Da er schließlich neun Monate lang nicht für die Promotion aufgetreten war, wurden ihm beide Titel abgenommen.
Zwischen 2010 und 2011 bestritt er einige Matches bei Evolve und Dragon Gate USA.

### World Wrestling Entertainment (2012–2019)

#### The Wyatt Family (2012–2014)

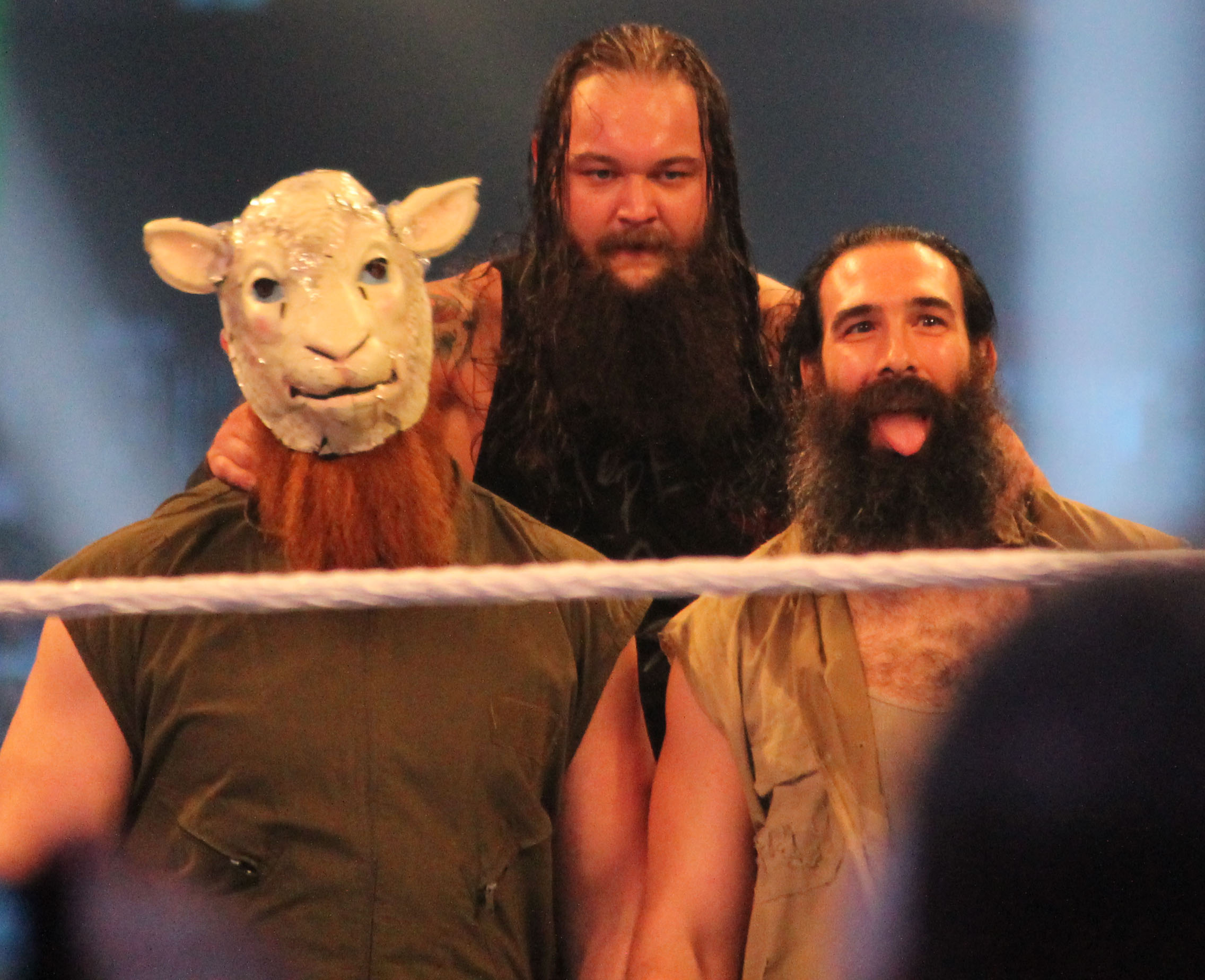
Harper (rechts) als Mitglied der Wyatt Family bei WrestleMania XXX.

Am 12. März 2012 unterzeichnete Huber einen Vertrag bei der WWE. Er debütierte zuerst in der Entwicklungsliga Florida Championship Wrestling unter seinem neuen Ringnamen Luke Harper. Nachdem Florida Championship Wrestling eingestellt und in WWE NXT umbenannt wurde, machte er am 7. November 2012 bei NXT sein Fernsehdebüt, als Bray Wyatt ihn als erstes Mitglied seiner Wyatt Family vorstellte. Später wurde auch Erick Rowan dem Stable angeschlossen. Am 9. Mai 2013 gewannen Huber und Rowan die NXT Tag Team Championship von Adrian Neville und Bo Dallas. Am 17. Juli 2013 verloren sie die Titel an Adrian Neville und Corey Graves.
Am 8. Juli 2013 debütierte die Wyatt Family bei RAW in den Hauptshows der WWE, indem sie Kane attackierten. Sein erstes Main-Roster-Match bestritt Huber am 26. Juli 2013, als er und Erick Rowan ein Tag-Team-Match gegen Brodus Clay und Tensai gewannen. Ihr erstes Pay-Per-View-Match verloren Huber und Rowan gegen CM Punk und Daniel Bryan bei der Survivor Series 2013. Während einer Fehde gegen Daniel Bryan schloss sich dieser kurzzeitig der Wyatt Family an.

#### Intercontinental Champion und Rückkehr der Wyatt Family (2014–2017)

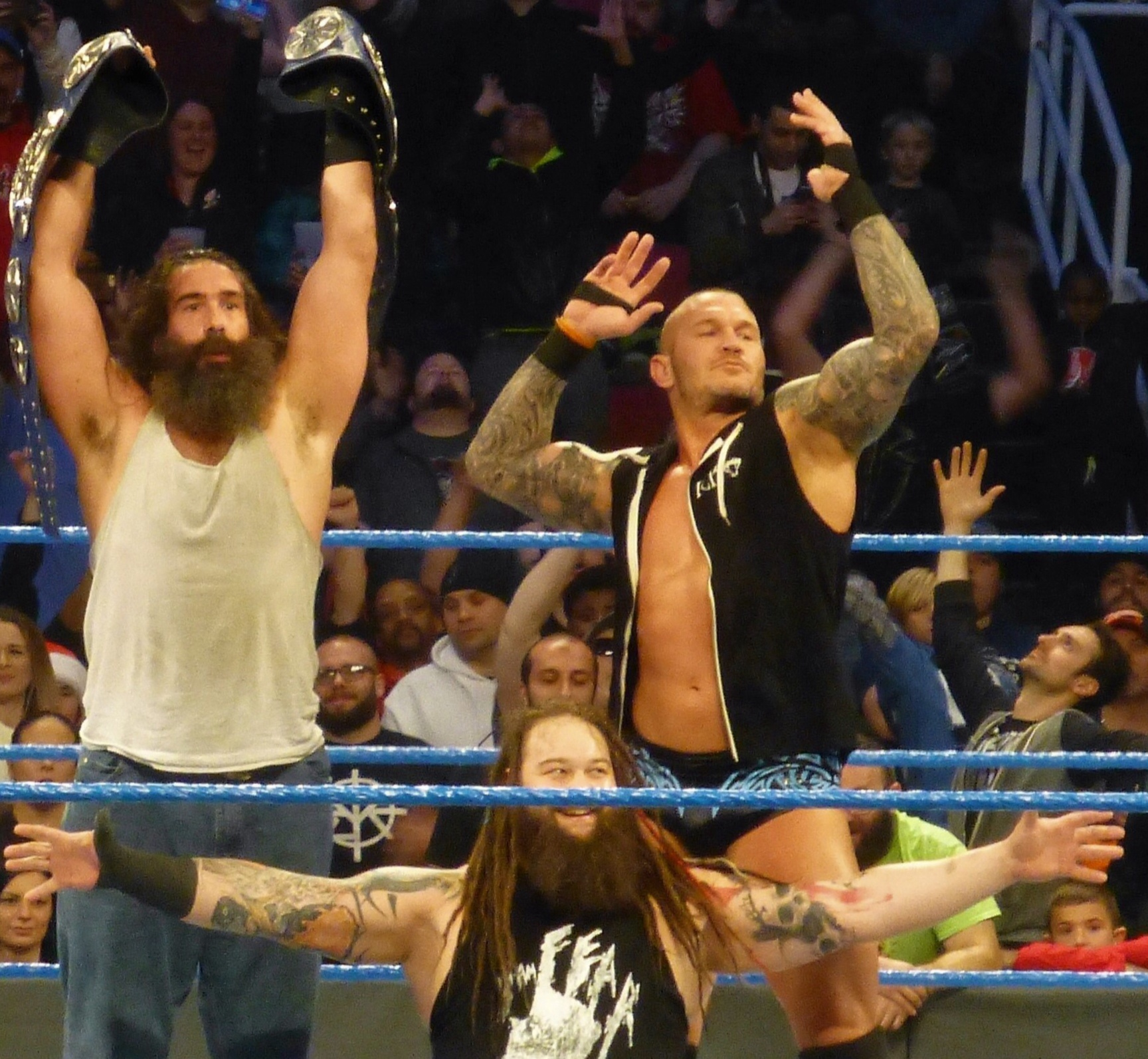
SmackDown Tag Team Champions Harper, Wyatt und Orton bei SmackDown.

Nach der Auflösung der Wyatt Family fehdete Huber um die WWE Intercontinental Championship und gewann diese von Dolph Ziggler am 17. November 2014 bei RAW und schloss sich der Authority an. Bei TLC: Tables, Ladders & Chairs verlor er am 14. Dezember 2014 seinen Titel in einem Ladder Match wieder an Dolph Ziggler.
Bei Battleground 2015 am 19. Juli 2015 schloss sich Huber erneut Bray Wyatt an, als er in ein Match zwischen Wyatt und Roman Reigns eingriff. Am 24. August 2015 debütierte Braun Strowman als neues drittes Mitglied der Wyatt Family. Auch Erick Rowan kehrte am 19. Oktober 2015 nach einer Verletzungspause zum Stable zurück. Beim WWE Draft 2016 wurde die gesamte Wyatt Family, bis auf Braun Strowman, dem SmackDown-Roster zugeteilt. Strowman wurde somit vom Stable getrennt. Im August 2016 startete Huber mit Bray Wyatt eine Fehde gegen Randy Orton. Im Laufe der Fehde schloss sich Randy Orton der Wyatt Family an. Wyatt und Orton besiegten bei TLC: Tables, Ladders & Chairs Heath Slater und Rhyno und erhielten so die WWE SmackDown Tag Team Championship. Da die Wyatt Family die Titel unter der Freebird-Rule verteidigen durfte, war Huber ebenfalls Titelträger. Erick Rowan pausierte unterdessen wegen einer Schulteroperation seit Oktober 2016 erneut. Am 27. Dezember 2016 verloren sie die Titel an Chad Gable und Jason Jordan. Ende Januar 2017 trennte man Huber von der Wyatt Family.

#### The Bludgeon Brothers und Entlassung (2017–2019)
Am 8. April 2018 bei WrestleMania 34 gewann Huber zusammen mit seinem Tag-Team-Partner Rowan als The Bludgeon Brothers zum zweiten Mal die WWE SmackDown Tag Team Championship, diese Regentschaft hielt 135 Tage. Schlussendlich verloren die beiden ihren Titel am 21. August 2018 an The New Day. Huber setzte dann wegen einer Verletzung monatelang aus. Am 16. April 2019 gab er bekannt, dass er um seine Entlassung gebeten hatte, da er noch nicht eingesetzt worden war. Die Entlassung wurde von der WWE jedoch abgelehnt.
Huber kehrte nach fünf Monaten bei Clash of Champions 2019 zur WWE zurück. Er griff Roman Reigns an und half seinen ehemaligen Partner Erick Rowan das Match für sich zu entscheiden. Am 6. Oktober 2019 bestritt er ein Tornado Tag Team Match mit Erick Rowan gegen Roman Reigns und Daniel Bryan, dieses Match verlor er. Im Rahmen des WWE Drafts kam Huber am 15. Oktober 2019 zu SmackDown. Am 8. Dezember 2019 kam man dem Entlassungswunsch von ihm nach und entließ ihn aus seinem Vertrag.

### All Elite Wrestling (2020)
Nachdem in den Monaten zuvor Mitglieder des Stables The Dark Order in den Shows von All Elite Wrestling (AEW) ein Geheimnis um die Identität ihres Anführers The Exalted One (deutsch etwa: der Erhabene) gemacht hatten, debütierte Huber in der Dynamite-Ausgabe vom 18. März 2020 in dieser Rolle. Dabei nutzte er wieder seinen alten Ringnamen Brodie Lee bzw. Mr. Brodie Lee. Sein erstes AEW-Match bestritt er am 25. März 2020 bei Dynamite mit einem Sieg über QT Marshall. Bei den Aufzeichnungen zu Dynamite am 13. August 2020 gewann Huber die AEW TNT Championship von Cody, was am 22. August 2020 ausgestrahlt wurde. An diesen gab er den Titel in der Dynamite-Ausgabe vom 7. Oktober 2020 nach einem Dog-Collar-Match wieder ab. Kurz darauf nahm sich Lee wegen einer unbekannten Verletzung eine Auszeit.
Nach Hubers Tod wurde eine Tributsendung zu dessen Ehren ausgestrahlt. Die Kampfkarte dieser Sendung bestand nur aus Tag-Team-Matches, wobei in jeweils einem Team mindestens ein Mitglied von The Dark Order vertreten war. The Dark Order durfte in jedem Match den Sieg für das eigene Team einfahren. Der Höhepunkt des Abends war, als AEW-Chef Tony Khan Brodie Lee Jr., dem älteren von Hubers beiden Söhnen, den AEW TNT Championship-Gürtel überreichte und ihn zum TNT Champion for Life ernannte. Dieser Gürtel wurde somit offiziell deaktiviert, die Championship selbst bleibt jedoch mit einem neuen Gürtel bestehen.

## Privatleben und Tod
Huber unterstützte das Washington Football Team und das Eishockeyteam der Toronto Maple Leafs.
Seine Frau Amanda war unter dem Ringnamen Synndy Synn selbst Wrestlerin. Aus der 2008 geschlossenen Ehe gingen zwei Söhne hervor. Huber starb am 26. Dezember 2020 an den Folgen einer schweren Lungenerkrankung.

## Titel und Auszeichnungen
- All Elite Wrestling
  - AEW TNT Championship (1 ×)
- Alpha-1 Wrestling

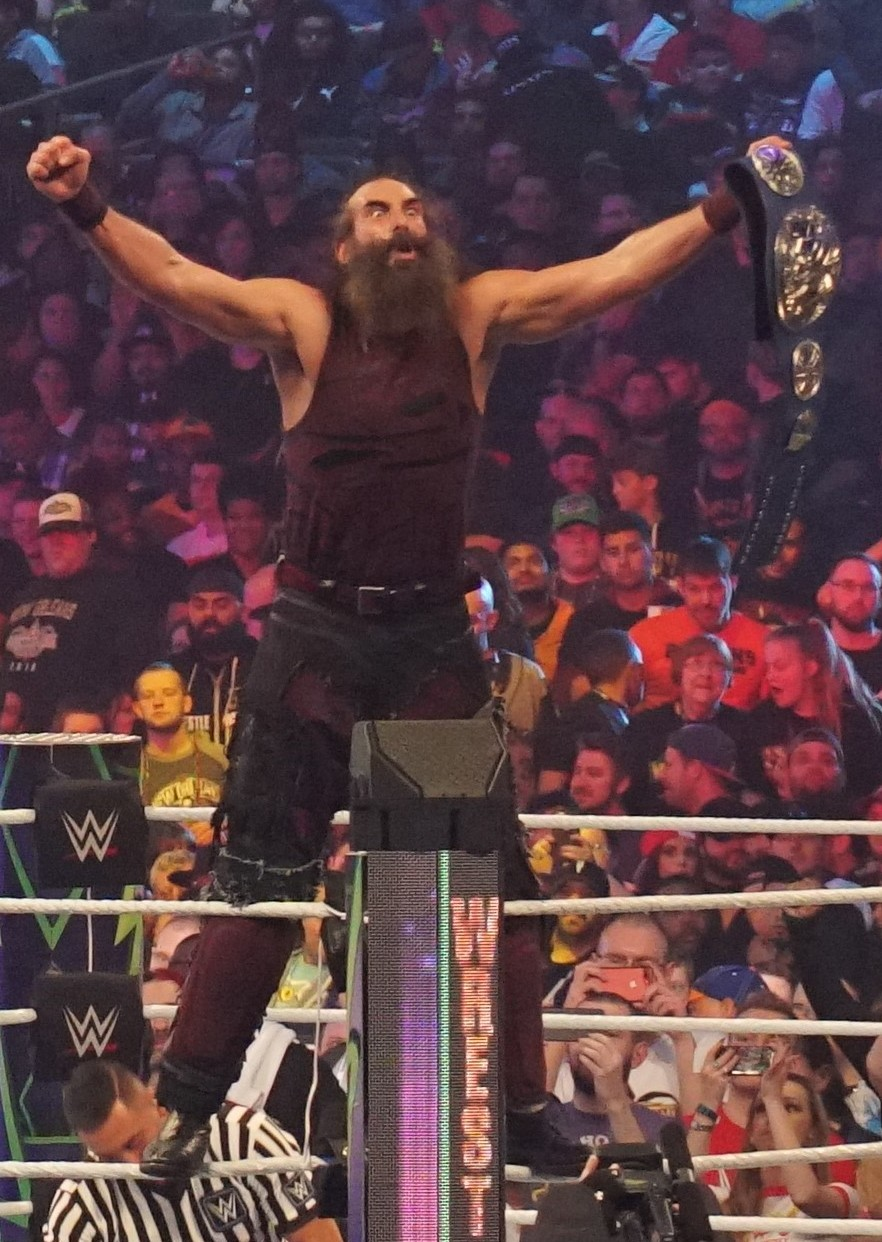
SmackDown Tag Team Champion Luke Harper bei WrestleMania 34.

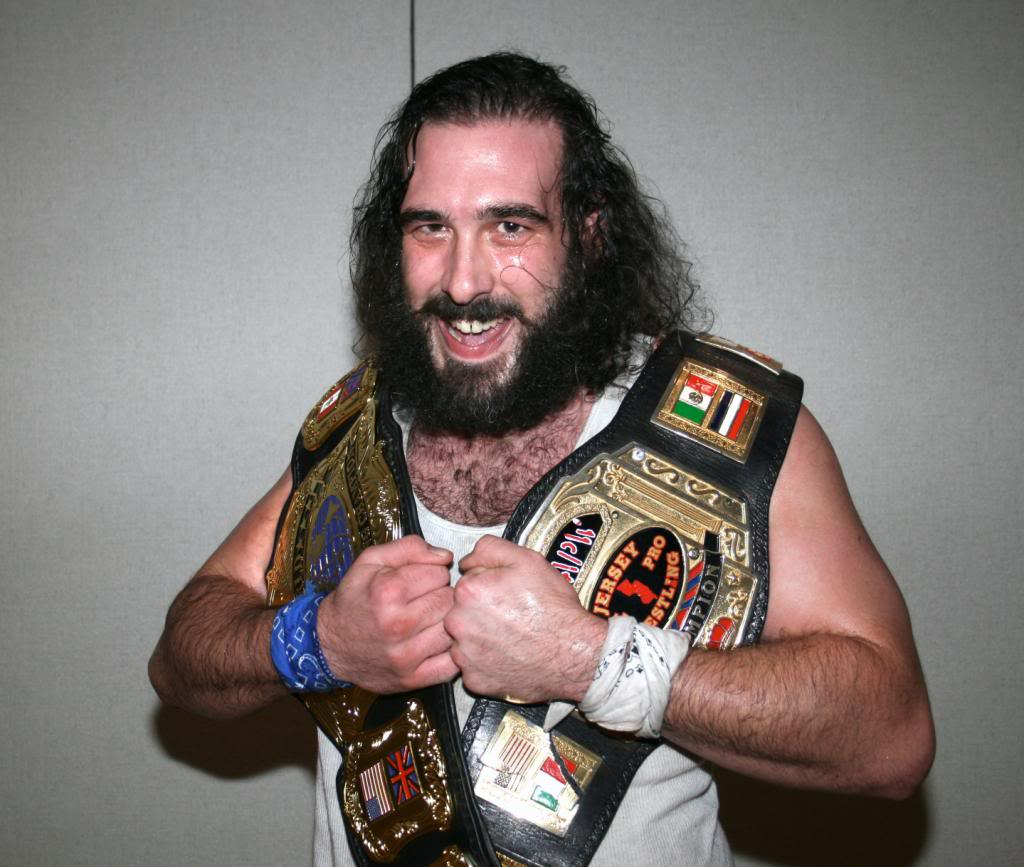
JAPW Heavyweight Champion und JAPW New Jersey State Champion Brodie Lee (2010).

  - A1 Zero Gravity Championship (1 ×)
- Jersey All Pro Wrestling
  - JAPW Heavyweight Championship (1 ×)
  - JAPW New Jersey State Championship (1 ×)
  - JAPW Tag Team Championship (1 ×) (mit Necro Butche)
- Next Era Wrestling
  - NEW Heavyweight Championship (1 ×)
- NWA Empire
  - NWA Empire Heavyweight Championship (1 ×)
- NWA Mississippi
  - NWA Southern Television Championship (1 ×)
- Rochester Pro Wrestling/NWA Upstate/NWA New York
  - NWA New York Heavyweight Championship (3 ×)
  - NWA Upstate Television Championship (1 ×)
  - NWA Upstate Kayfabe Dojo Championship (1 ×)
  - RPW Tag Team Championship (1 ×) (mit Freddie Midnight)
- Squared Circle Wrestling
  - 2CW Heavyweight Championship (2 ×)
- World of Hurt Wrestling
  - WOHW United States Championship (3 ×)
- World Wrestling Entertainment
  - WWE Intercontinental Championship (1 ×)
  - WWE SmackDown Tag Team Championship (2 ×) – mit Bray Wyatt und Randy Orton (1), Erick Rowan (1)
  - NXT Tag Team Championship (1 ×) – mit Erick Rowan
  - Slammy Award (1 ×)
    - Match of the Year (2014) – Team Cena vs. Team Authority bei Survivor Series
- Wrestling Observer Newsletter
  - Best Gimmick (2013) – als Mitglied von The Wyatt Family